# Brufossen
Brufossen er et vandfald i Bondhusdalen i Kvinnherad kommune i Vestland fylke i Norge. Den ligger nedenfor gletcheren Folgefonna og nord for Bondhusbreen.
Vandløbet er foreløbig ikke reguleret til vandkraft, men fylkesudvalget har vedtaget at anbefale koncession til udbygning af Bondhus kraftverk i området.

## Eksterne kilder og henvisninger
- Gammelt billede af fossen
- Brufossen på World Waterfall Database via web.archive.org